# Nieuwe Kasteel van Saint-Germain-en-Laye
Het Nieuwe Kasteel  van Saint-Germain-en-Laye (Château-Neuf) is een voormalige koninklijke residentie tussen het midden van de 16e eeuw tot 1680 met een groots uitzicht over een bocht van de Seine en het oosten van Parijs. Het was - naast het 'oude' Kasteel van Saint-Germain-en-Laye - de tweede koninklijke residentie in Saint-Germain-en-Laye.
Het kasteel was een symmetrisch gebouw met terrassen en tuinen naar de Seine toe, die toegankelijk waren via hellingen. Onder de verschillende galerijen werden kunstmatige grotten gebouwd met automaten en waterspelen. Het geheel was versierd met waterpartijen.
Inspiratiebronnen voor deze tuinen vond men in het Kasteel van Fontainebleau en de tuinen van de Villa d'Este in Tivoli. De grootsheid doet terugdenken aan de tempel van Fortuna Primigenia te Praeneste nabij Rome die model heeft gestaan voor alle terrastuinen uit de Italiaanse Renaissance. 

## Geschiedenis
In 1557 wilde koning Hendrik II een plezierhuis met uitzicht op de Seine, dicht bij het eigenlijke Kasteel van Saint-Germain-en-Laye. Hij vroeg architect Philibert Delorme om in het uiterste oosten van het park van het Kasteel van Saint-Germain-en-Laye  een badhuis te bouwen met een fenomenaal uitzicht op het oosten van Parijs. Delorme ontwierp een gebouw met een centrale hal (zonder verdieping), georiënteerd op de Seine en omgeven door vier paviljoenen met een bovenverdieping. Delorme's werk werd voortgezet door Francesco Primaticcio. De eerste naam voor het gebouw was daarom  "Maison du théatre et baignerie". Hendrik II stierf echter reeds in 1559 en liet het gebouw onvoltooid achter.
Zijn opvolgers,  Frans II en Hendrik III, interesseerden zich niet voor het gebouw en het bleef onvoltooid.

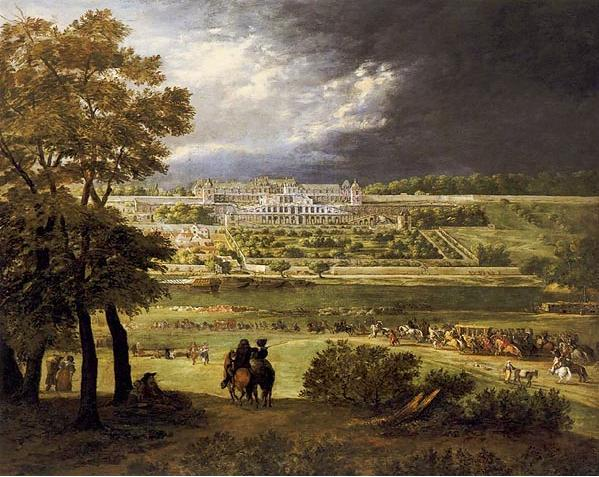
Het Nieuwe Kasteel in Saint-Germain-en-Laye door Adam Frans van der Meulen

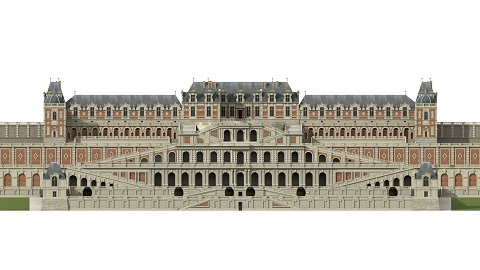
Reconstructie van het nieuwe Kasteel van Saint-Germain-en-Laye

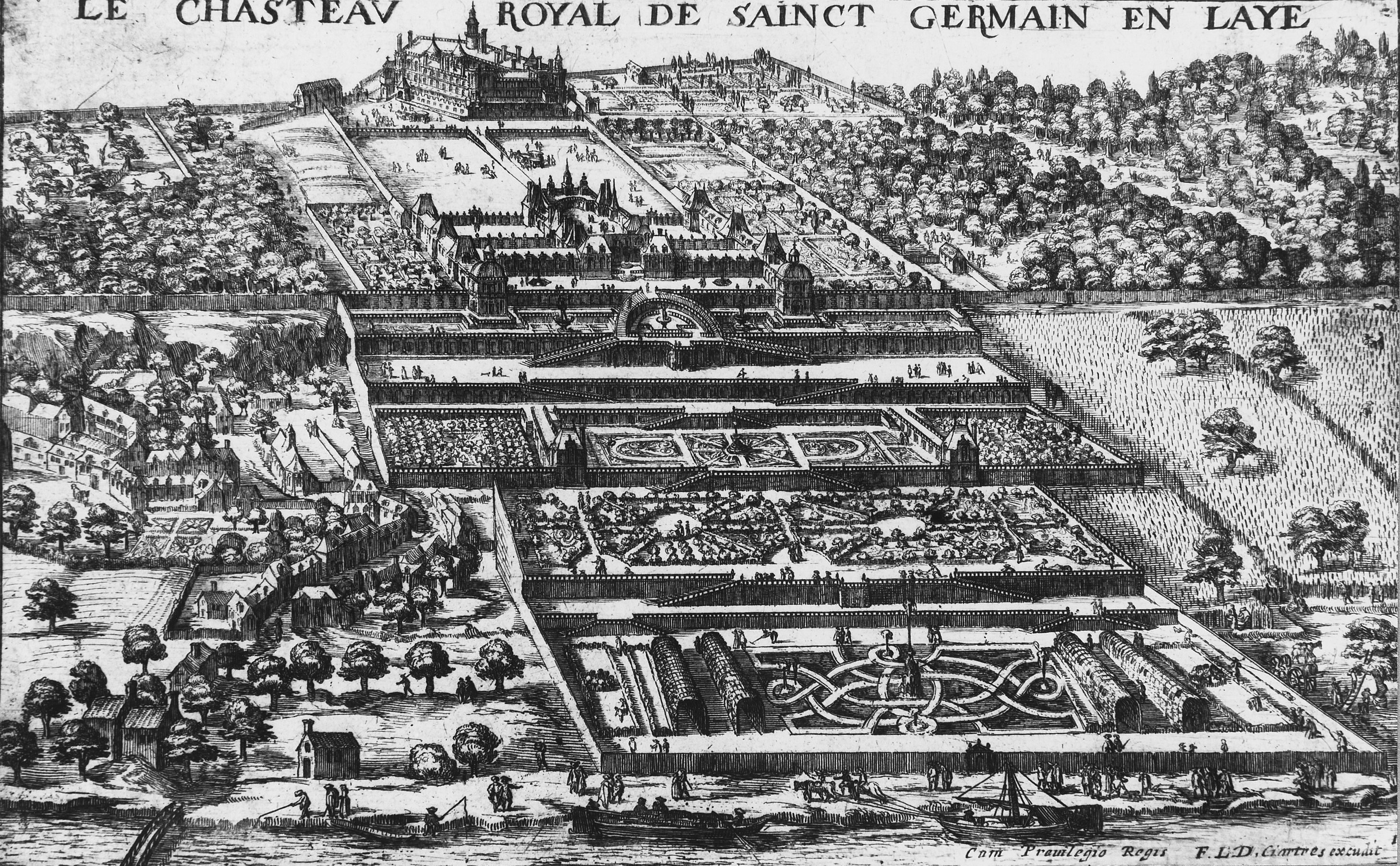
Ets van het oude en het nieuwe kasteel door Claude Châtillon (na 1570)

Hendrik IV daarentegen was zeer gehecht aan Saint-Germain-en-Laye en startte in 1594 de bouw terug op. Rond 1600 waren de werken reeds goed gevorderd en begon men te spreken van het 'nieuwe' kasteel (Château-Neuf), in tegenstelling tot het nabije 'oude' kasteel. De architecten van Hendrik IV (Jean de Fourcy, J.B. Androuet du Cerceau, nadien Louis Metezeau) gingen echter verder dan het bescheiden ontwerp van Delorme: het bestaande gebouw werd uitgebreid met twee vleugels. Italiaans geïnspireerde tuinen overbrugden via terrassen en twee galerijen (de Dorische en de Toscaanse) de helling tussen het Nieuwe Kasteel en de oevers van de lager gelegen Seine. Afdalend over de zeven terrassen ontdekte de bezoeker onder deze spectaculaire terrassen, fonteinen en grotten met automaten. De gebroeders ingenieurs Tommaso en Alessandro Francini verzorgden  - samen met Abraham Bosse - de fonteinen en de hydraulisch aangedreven orgels en automaten in de drie grotten (Neptunus, de Draak en de Orgels) Tegenover de twee galerijen werden tuinen ontworpen door Claude Mollet (onder leiding van Etienne du Pérac) met borduurwerk van buxus. In 1603 werd de koninklijke hofhouding er voor het eerst ontvangen. Tot 1610 werd er gebouwd aan het 500 m lange tuinencomplex over een hoogteverschil van 65.
Lodewijk XIII verbleef er. Op 5 september 1638 werd de latere Lodewijk XIV er geboren en gedoopt. Terwijl Anna van Oostenrijk het regentschap uitoefende vanuit het Louvre, liet ze het nieuwe kasteel in Saint-Germain-en-Laye aan haar schoonzus Henriëtta Maria van Frankrijk, weduwe van Karel I van Engeland, die er verbleef met haar kind, de toekomstige Karel II, tijdens de dictatuur van Cromwell. Ze keerden terug naar Engeland in 1660.
Na de dood van Lodewijk XIII  in 1643 ging het domein teloor, mede door de opstand van La Fronde (1648-1653).Rond 1660 stortten de terrassen en grotten gedeeltelijk in.
Na de dood van Anna van Oostenrijk in 1666 keerde Lodewijk XIV terug naar Saint-Germain-en-Laye, maar in het 'oude' Kasteel, totdat hij verhuisde naar Versailles in 1682.
Jacobus II van Engeland verbleef er tijdens zijn ballingschap vanaf 1689 tot aan zijn dood in 1701.
In 1777 schonk Lodewijk XVI het onbewoonbaar geworden kasteel aan zijn broer Karel X,  die het vanaf 1779 begon af te breken om er een nieuw gebouw te kunnen plaatsen. De Franse Revolutie maakte een einde aan dit project: het Nieuwe Kasteel werd geconfisceerd, verdeeld in loten en verkocht.

## Overblijfselen
De overblijfselen van het Château-Neuf zijn :
- Het Pad van de Grotten
- De Leeuwenmuur
- Het Paviljoen van Sully (ook bekend als het Paviljoen van de Tuinman) in Le Pecq
- Het Oratorium van de Koning; in dit historische monument is er een hotel gevestigd. Het is ook bekend als het Paviljoen Hendrik IV. In een van de ruimtes werd Lodewijk XIV gedoopt.

## Trivia
- Het hotel in het Paviljoen Henri IV verwelkomde vele bekende personen: Adolphe Thiers (die er stierf), Mac Mahon, Carnot, Félix Faure, Poincaré, Georges V, Alphonse XII, George Sand, Victor Hugo, Emile Zola, Daudet, Millet, Liszt, Pasteur, en Sarah Bernhardt. Misschien wel de meest bekende gast was Alexandre Dumas die er de drie Musketiers en De Graaf van Monte Cristo schreef. De componist Offenbach schreef er muziekstukken. Mohammed V van Marokko verbleef er tijdelijk in 1955.
- Het restaurant van het hotel is ook bekend omwille van gepofte aardappelen  (pommes soufflées) en van bearnaisesaus. [3]